# Porsche 718 Cayman (Typ 982)

Logo des Modells 718

Der Porsche 718 Cayman Typ 982 ist ein nach umfangreicher Modellpflege des Typs 981 gebauter Mittelmotor-Sportwagen der Porsche AG. Porsche selbst bezeichnet ihn als dritte Generation. Er hat die gleiche technische Plattform wie der Anfang 2016 vorgestellte Porsche 718 Boxster (Typ 982). Aufgrund einer neuen Vorschrift zur Cybersicherheit (gilt seit 1. Juli 2024) nahm Porsche den 718 Cayman in der EU vorzeitig vom Markt. Der 718 GT4 RS ist von der Einstellung nicht betroffen, da die Stückzahlen zu klein sind.

## Geschichte
Der Sportwagen wurde auf der Beijing Motor Show im April 2016 der Öffentlichkeit vorgestellt. Porsche führte danach den Boxster und Cayman unter der Baureihe 718 zusammen. Während der Cayman als eigene Baureihe bei 987 und 981 preislich oberhalb des Boxsters lag, ist nunmehr die Cabrio-Version 718 Boxster – mit Ausnahme von GT4 bzw. GT4 RS im Vergleich zum Spyder bzw. Spyder RS – die teurere Ausführung.

### 718 Cayman und 718 Cayman S
Während der Basis-Cayman über einen 2,0-Liter-Vierzylinder-Ottomotor mit Turbolader und 220 kW (300 PS) verfügt, wurde beim S-Modell ein 2,5-Liter-Vierzylinder-Ottomotor mit Turbolader und 257 kW (350 PS) verbaut. Fahrwerk und Getriebe sind identisch. Einzig die Bremsen wurden moderat angepasst, indem der S über dickere Bremsscheiben (34 anstatt 28 mm) an der Vorderachse verfügt. Die bestellbaren Optionen waren in etwa die gleichen.

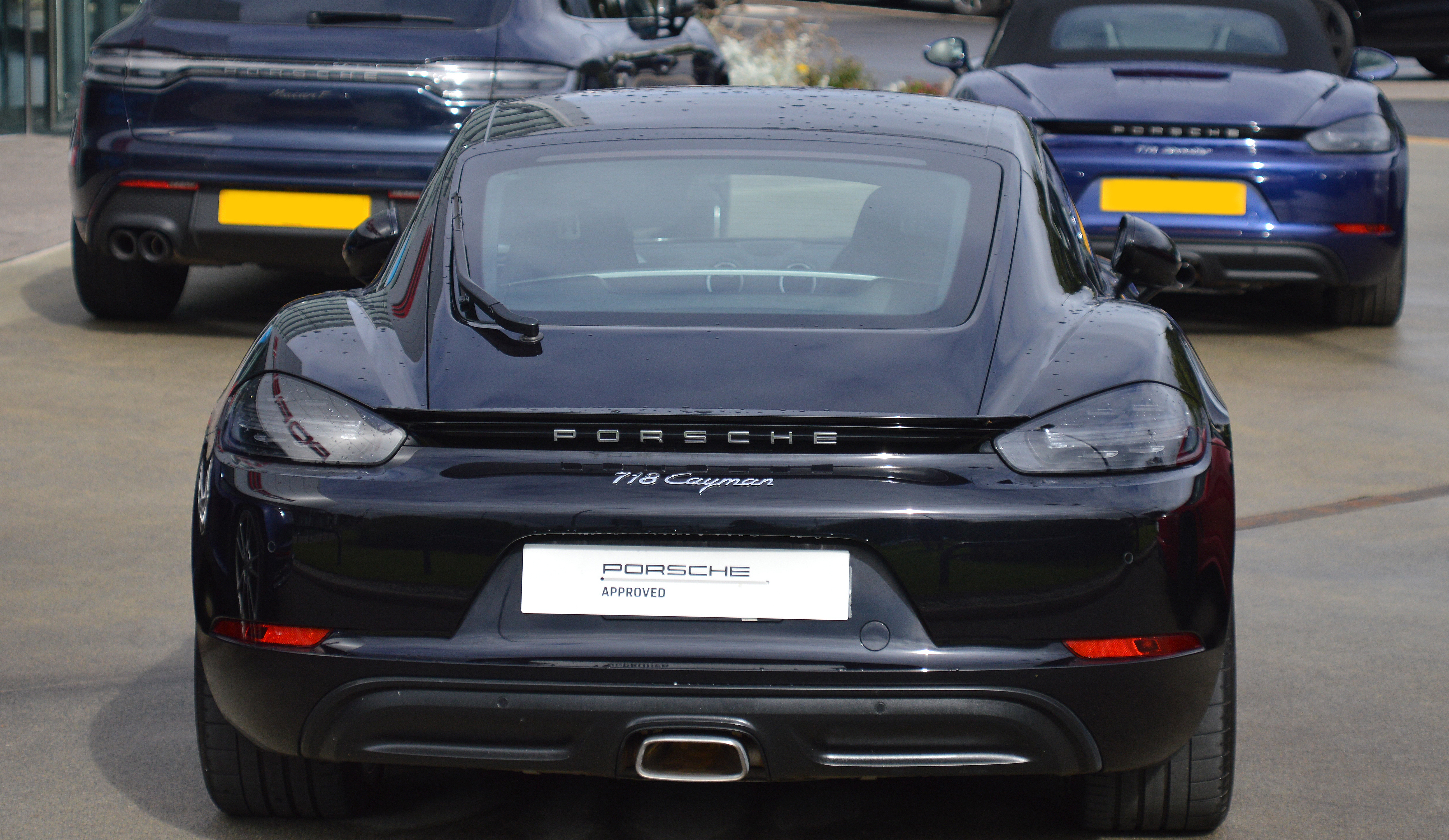
718 Cayman (Heckansicht)
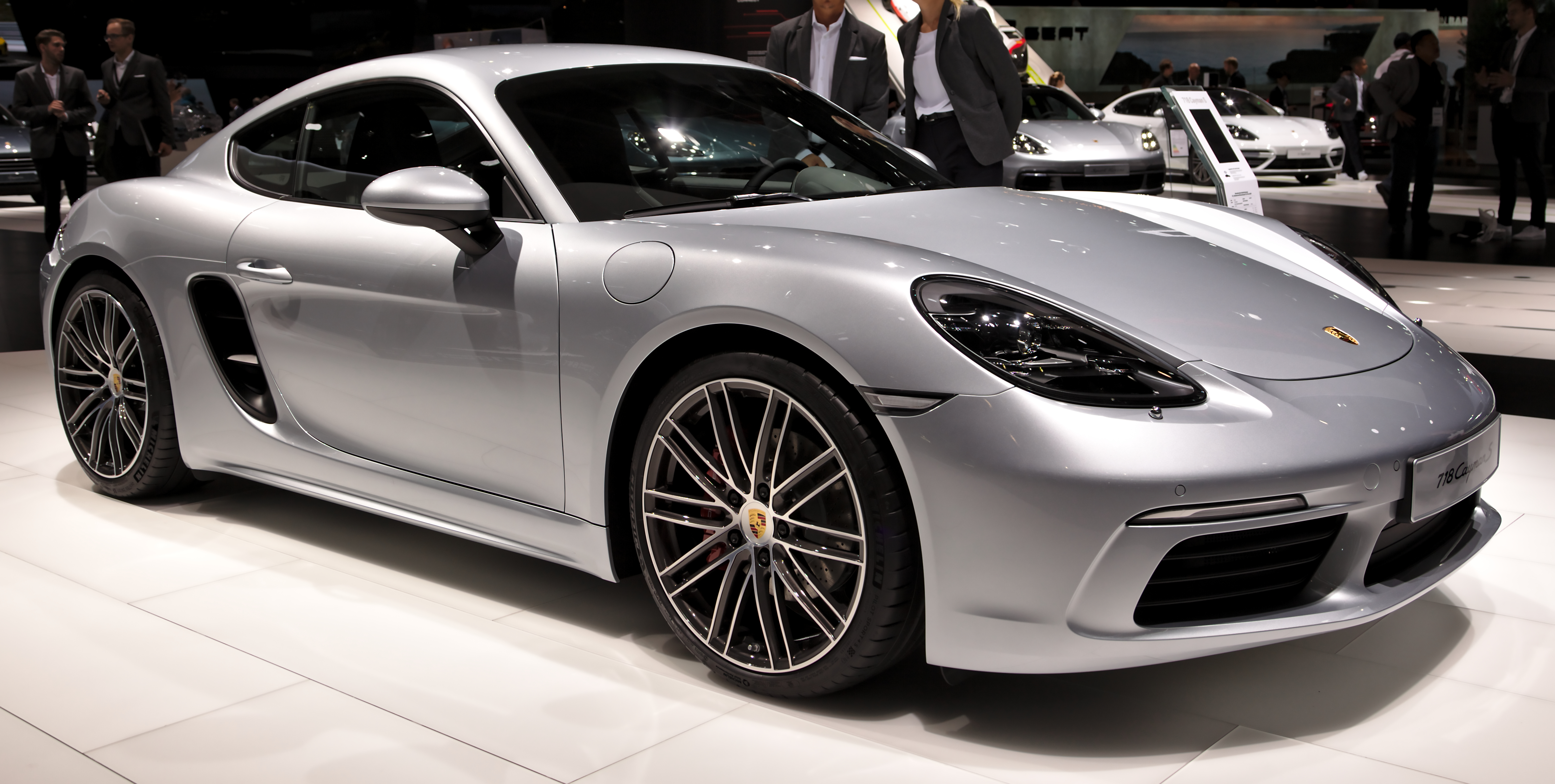
718 Cayman S (Frontansicht)
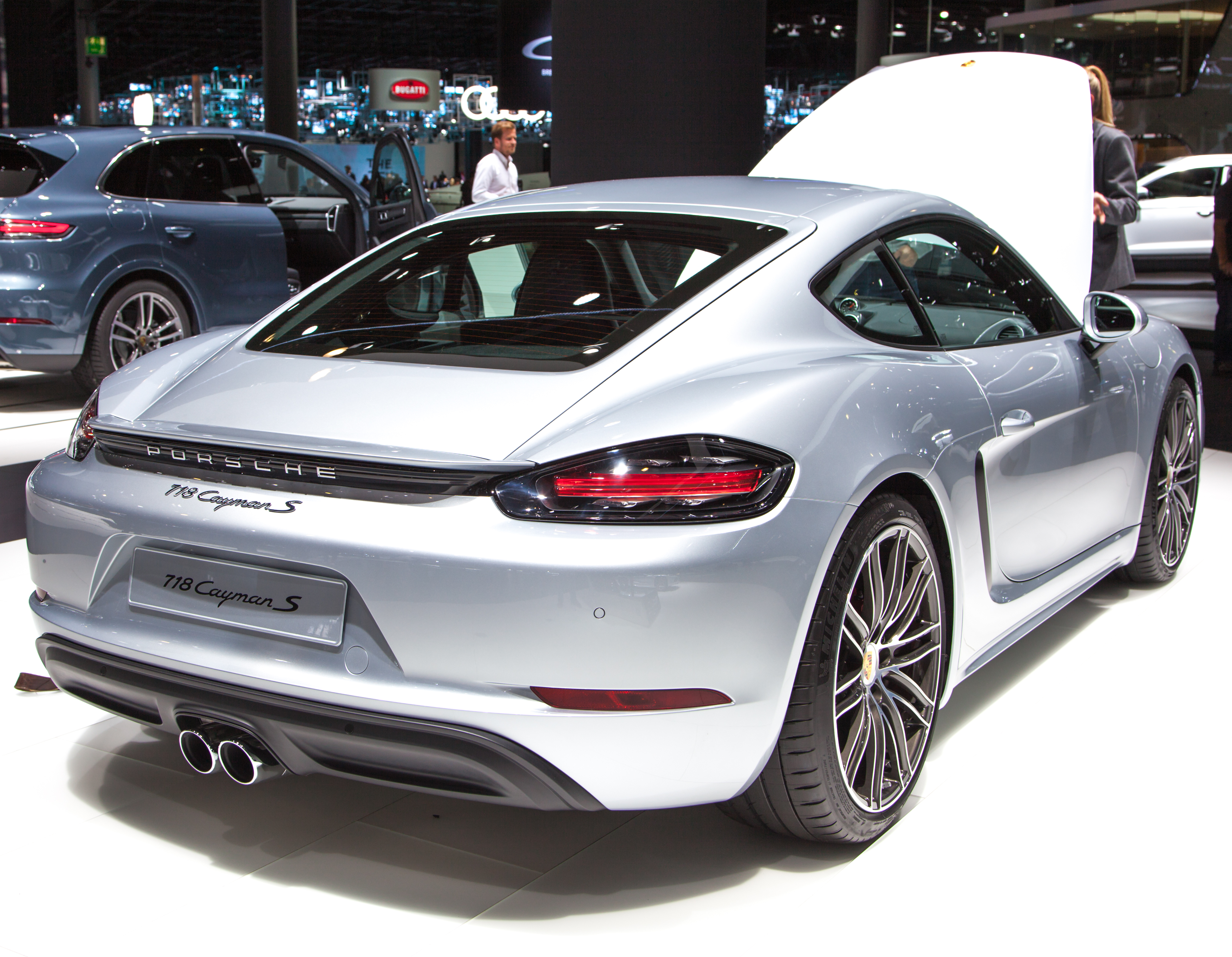
718 Cayman S (Heckansicht)
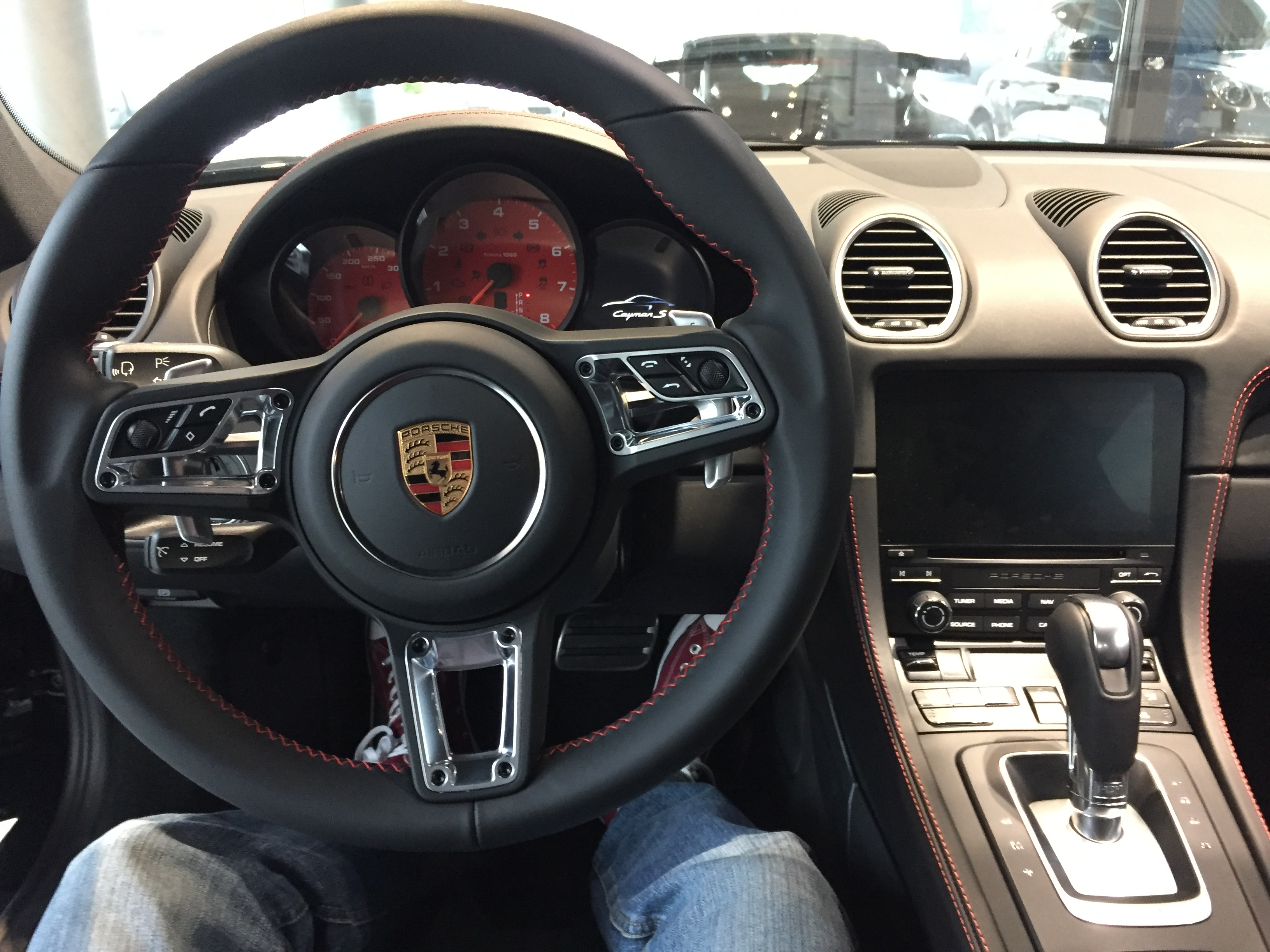
718 Cayman S (Innenraum)

### 718 Cayman GTS und GTS 4.0
Wie schon beim Vorgängermodell gibt es den 718 Cayman und den 718 Boxster erneut als GTS-Version. Er wurde im Oktober 2017 vorgestellt, verfügte bis Juni 2020 über einen 2,5-Liter-Ottomotor mit Turbolader und 269 kW (365 PS) und kam Mitte Dezember 2017 in den Handel. Im Januar 2020 präsentierte Porsche die Baureihe als GTS 4.0. Er erhielt den 4,0-Liter-Ottomotor ohne Turbolader aus dem GT4 – allerdings mit 20 PS weniger Leistung – und wurde ab März 2020 verkauft.

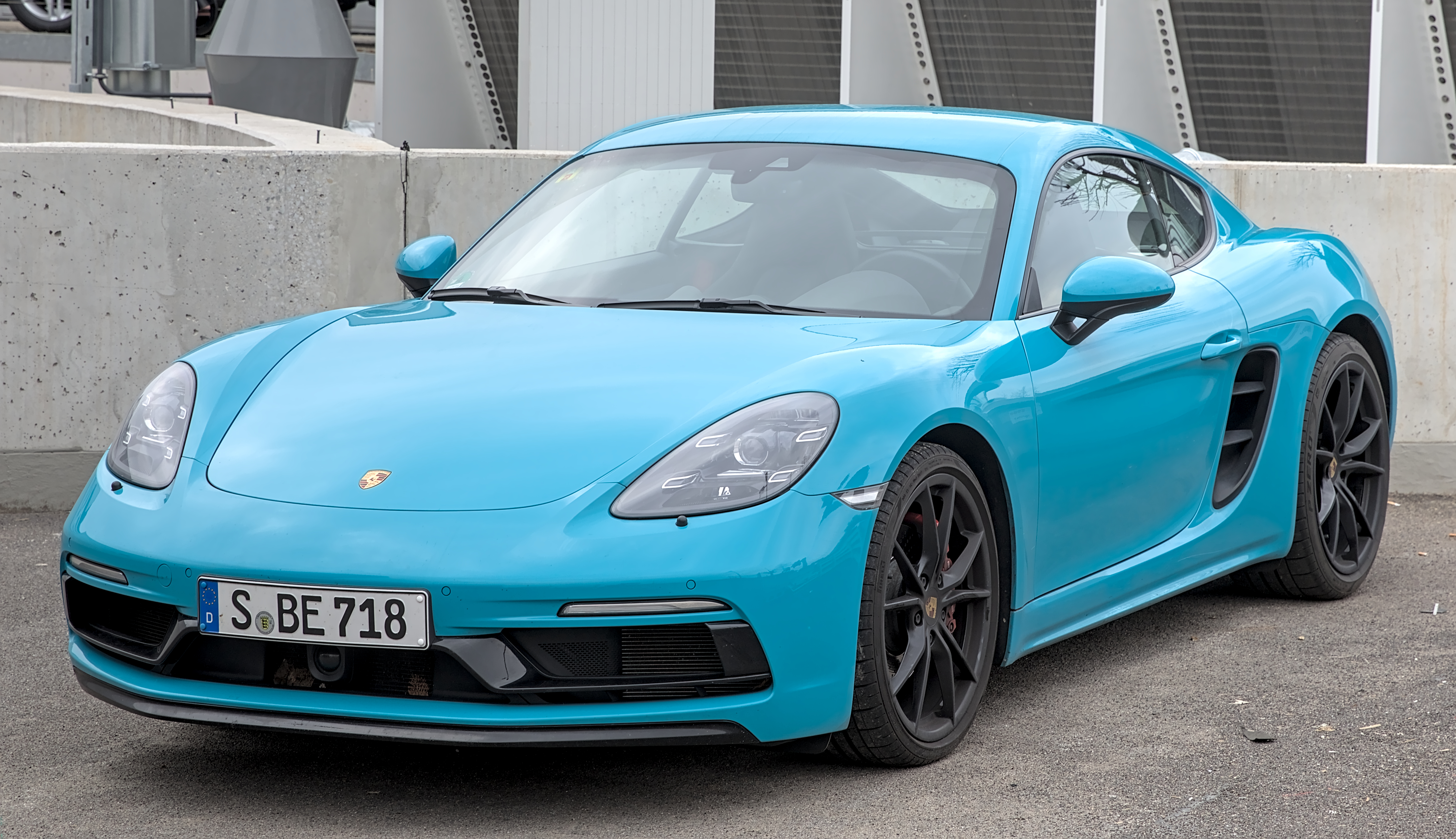
718 Cayman GTS (Frontansicht)
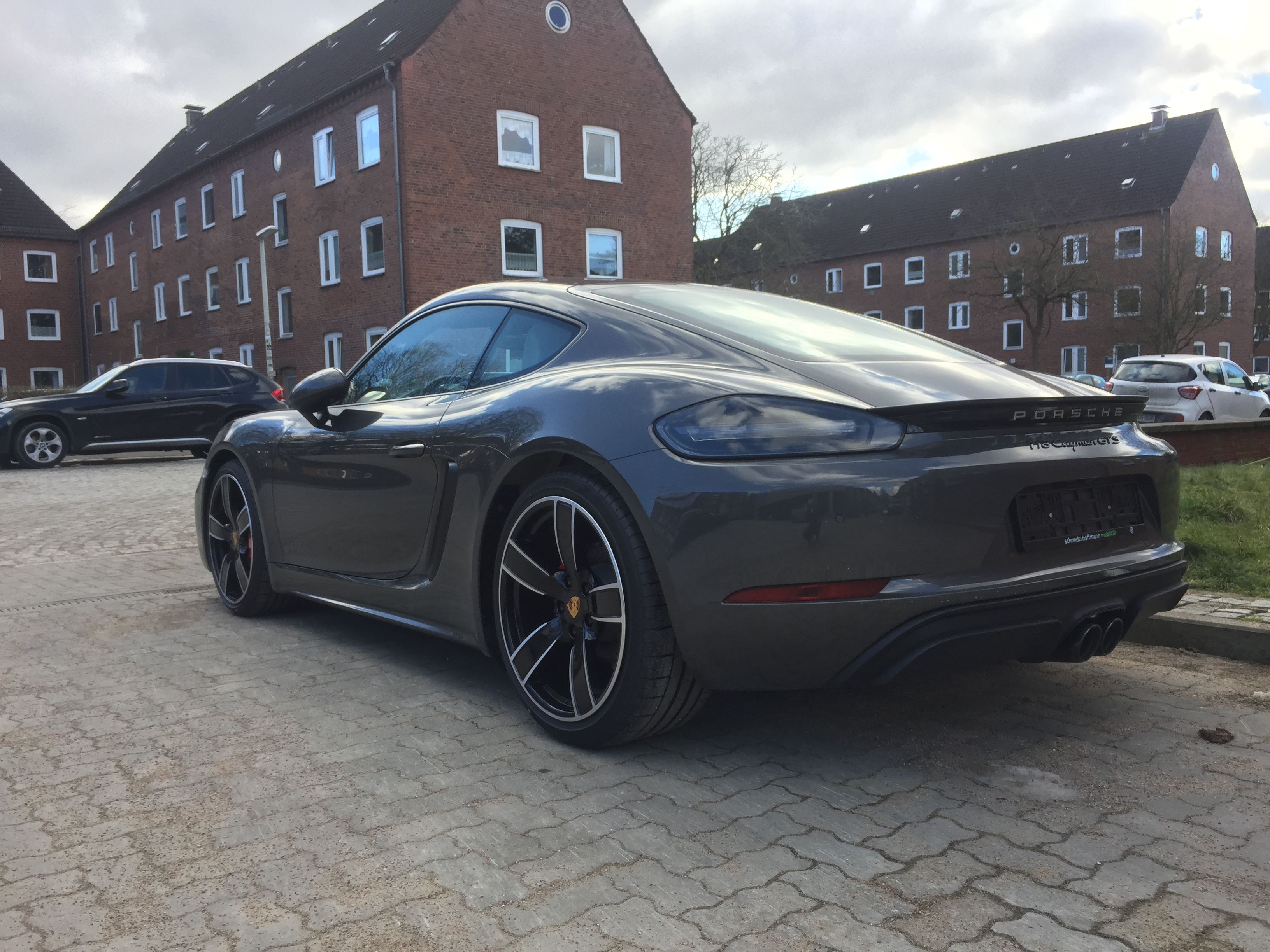
718 Cayman GTS (Heckansicht)
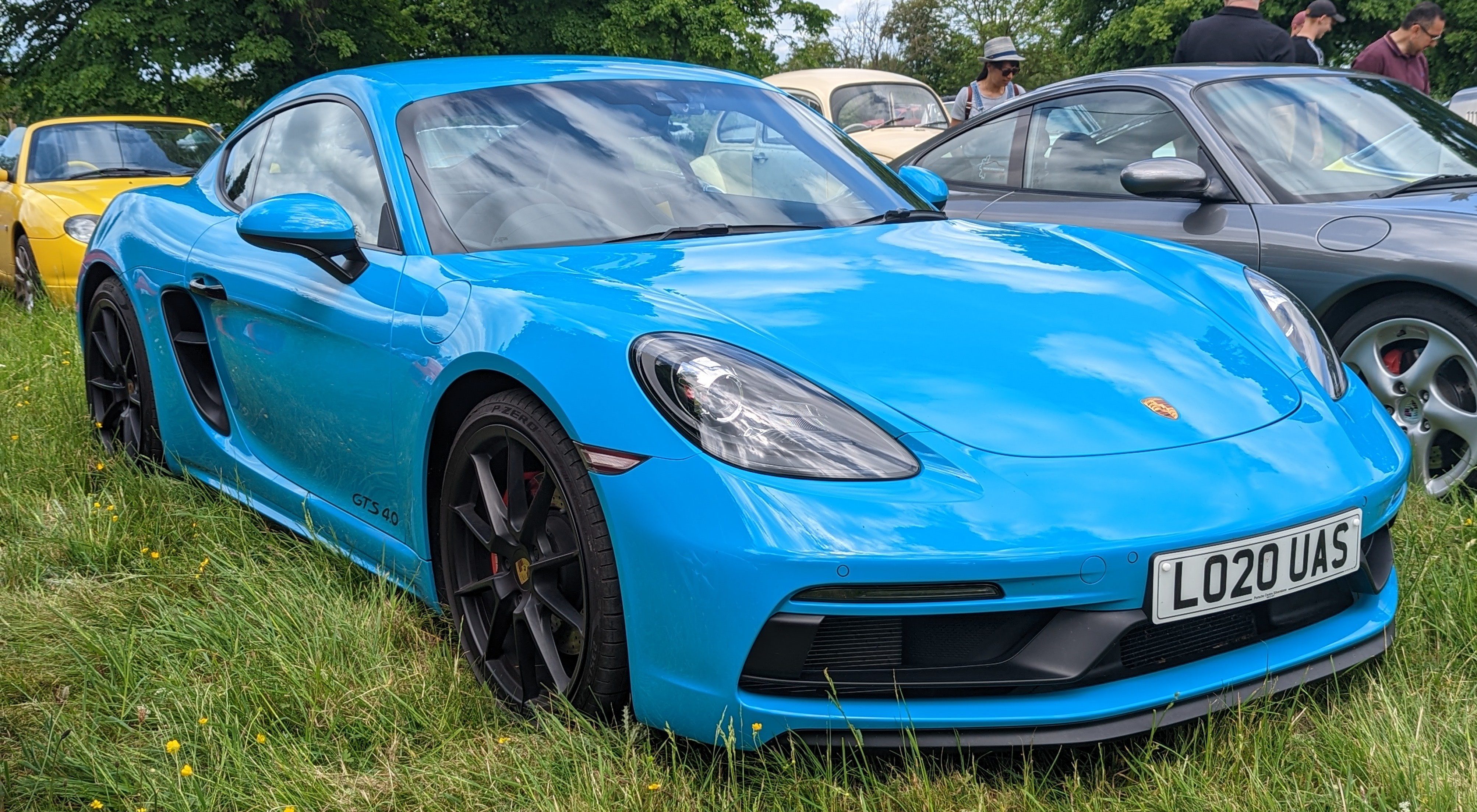
718 Cayman GTS 4.0 (Frontansicht)
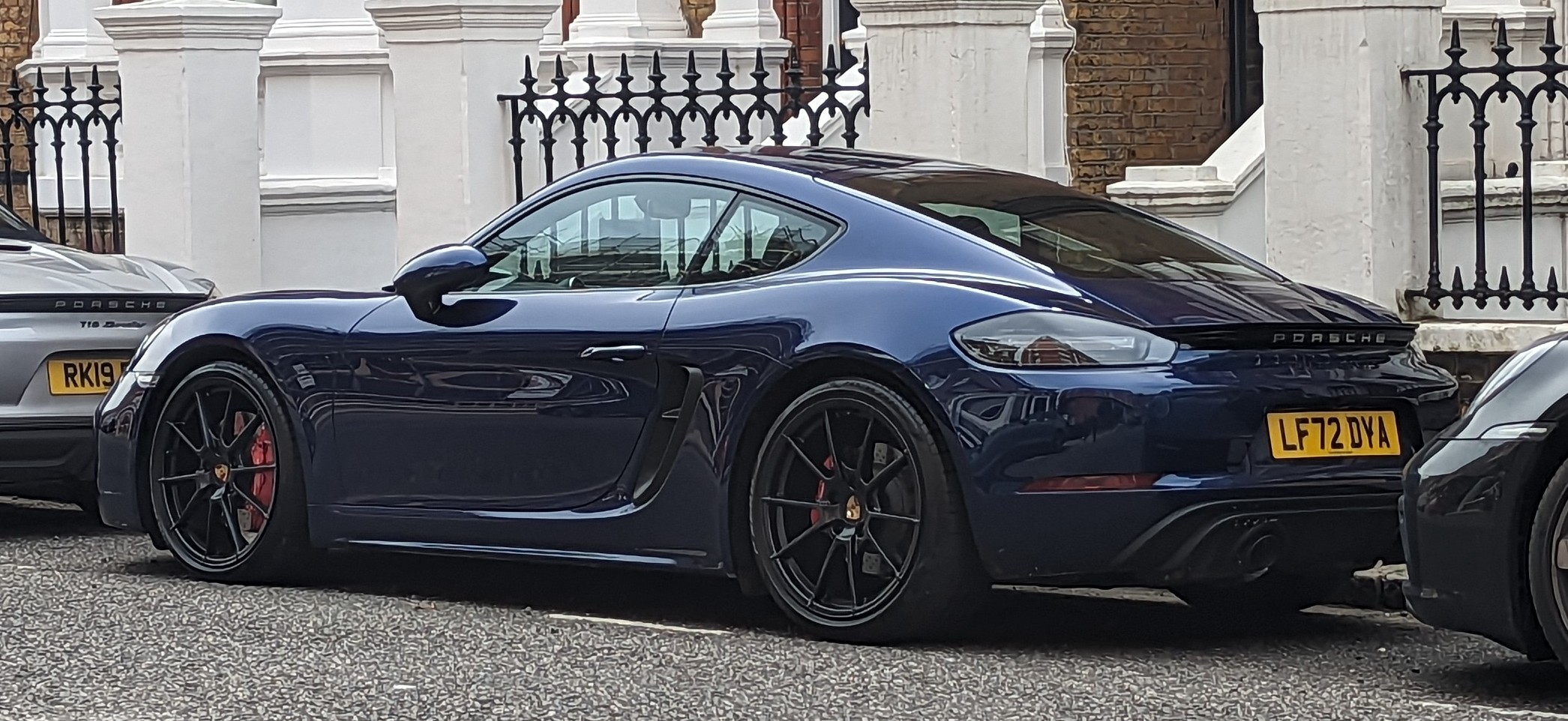
718 Cayman GTS 4.0 (Heckansicht)

### 718 Cayman T
Wie beim 911 Carrera der Baureihe 991.2 führte Porsche beim Cayman ein T-Modell ein (T stand ursprünglich für „Touring“). Es basiert auf dem Basis-Cayman und leistet unverändert 220 kW (300 PS). Im Gegensatz zum 718 Cayman ist beim 718 Cayman T das PASM-Sportfahrwerk mit Tieferlegung (minus 2 cm), das Porsche Torque Vectoring (PTV) einschließlich mechanischer Hinterachs-Quersperre sowie das Sport-Chrono-Paket serienmäßig. Standard ist ein 6-Gang-Schaltgetriebe, wahlweise ist auch ein 7-Gang-Doppelkupplungsgetriebe (PDK) erhältlich.

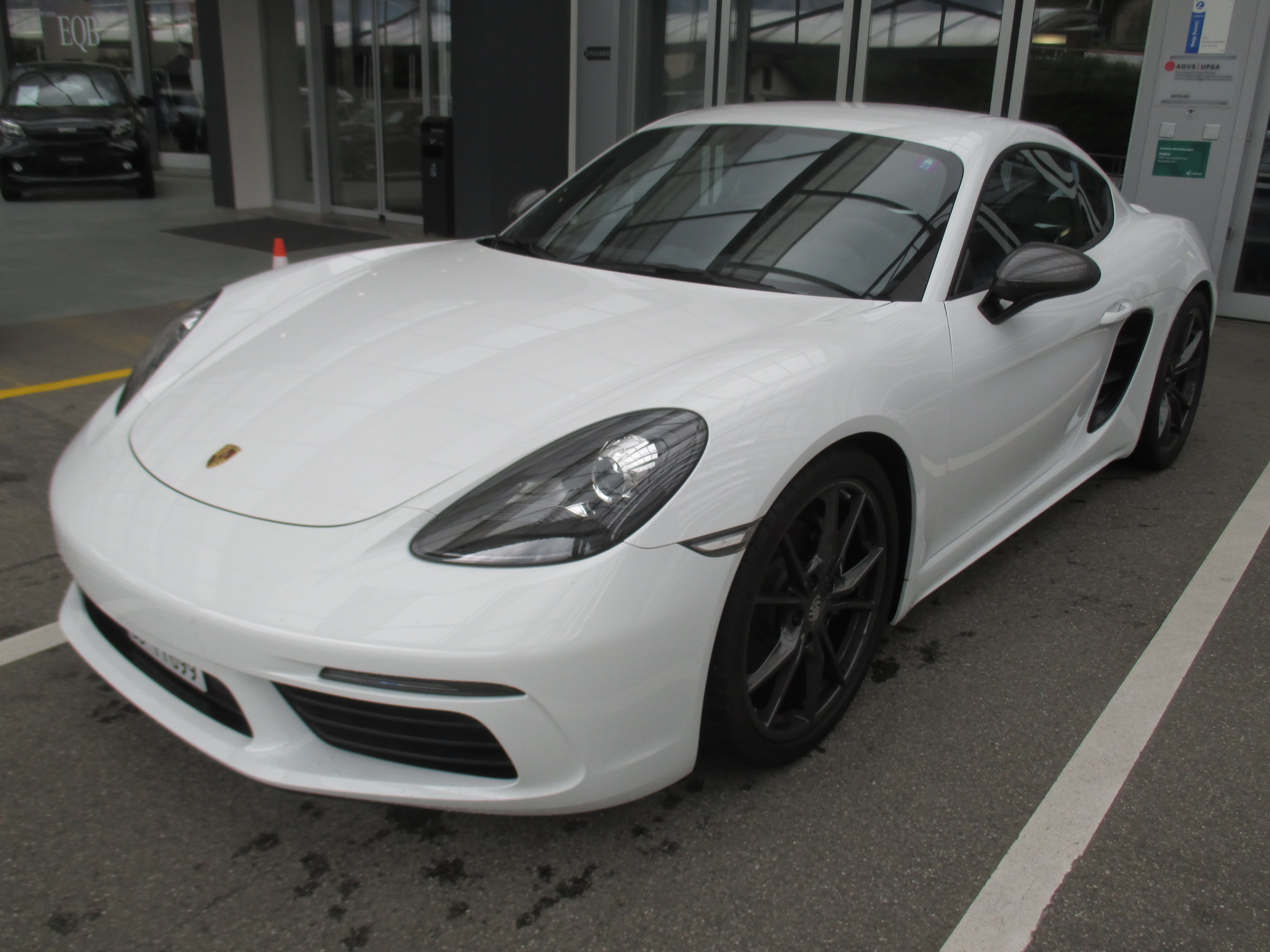
718 Cayman T (Frontansicht)
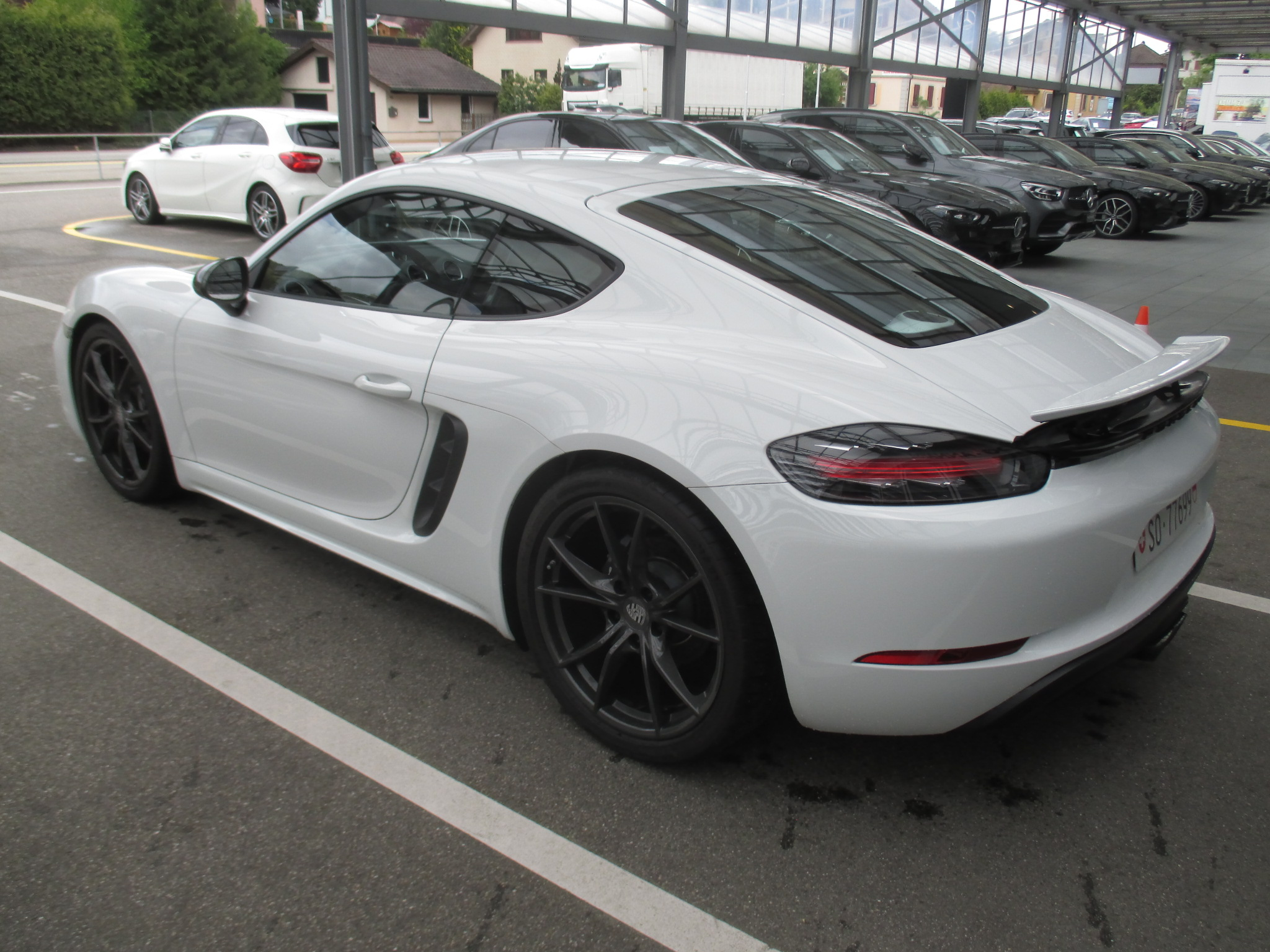
718 Cayman T (Heckansicht)
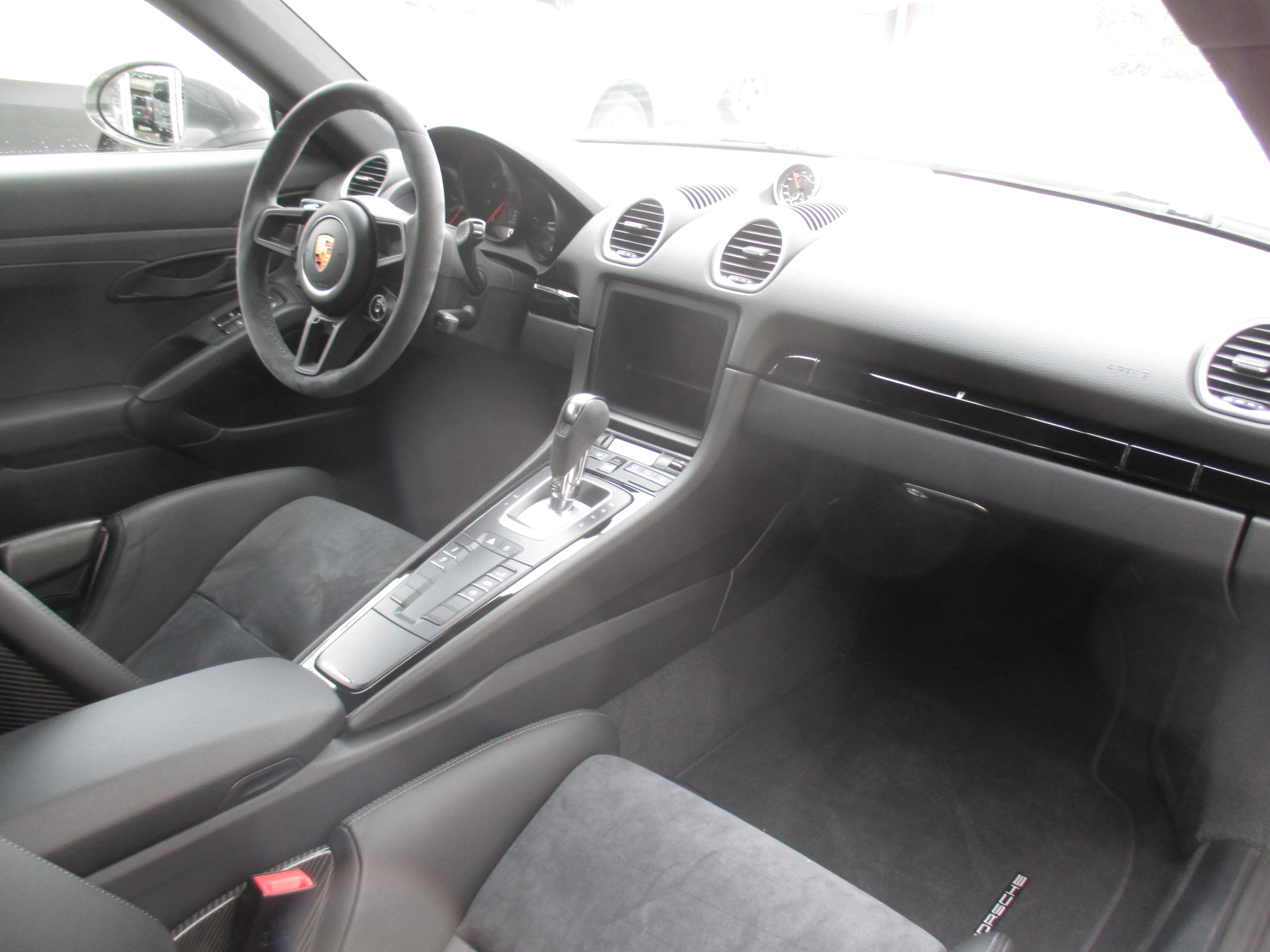
718 Cayman T (Innenraum)
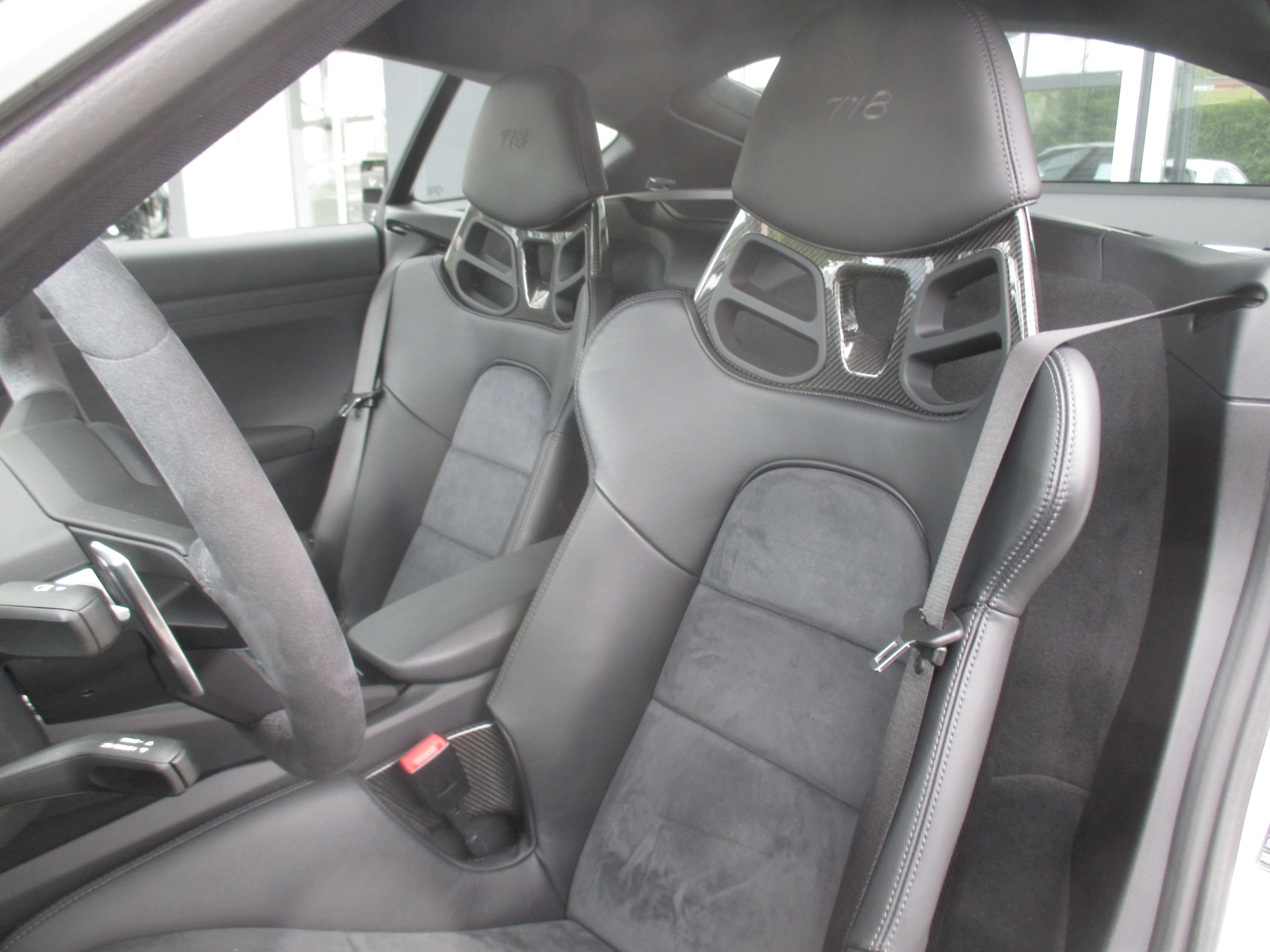
718 Cayman T (Innenraum)

### 718 GT4 und 718 GT4 Clubsport
Die zwischenzeitlich stärkste Version der Baureihe war die GT4-Variante. Sie wurde am 18. Juni 2019 vorgestellt und erhielt – im Gegensatz zum Vorgängermodell – einen neu entwickelten Sechszylinder-Boxermotor. Als Basis für die Entwicklung dienten die 911-Carrera-Motoren (Typ 992.1). Der Hubraum wurde von drei auf vier Liter erhöht und dafür auf den Einsatz von Turboladern verzichtet. Damit erreichte der Motor eine Leistung von 309 kW (420 PS) und ein Drehmoment von 420 Nm – bzw. 430 Nm in Verbindung mit dem PDK-Getriebe –, das bei Drehzahlen zwischen 5000 und 6800/min zur Verfügung steht. Wie im Vorgängermodell wurde beim 718 GT4 die vom 991 GT3 abgeleitete Vorderachse sowie dessen Bremsanlage verwendet. Der Gesamtabtrieb konnte im Vergleich zum Vorgänger um 50 % erhöht werden. Der 718 Spyder benutzt den gleichen Antriebsstrang.
Wie bei Porsche heute üblich, konnte man auch zum GT4 ein umfassendes Manthey-Paket über die Porsche-Zentren bestellen. Dieses umfasste Aerodynamik- und Bremsenteile, ein in Zug- und Druckstufe verstellbares Fahrwerk und leichtere Felgen.
Zur gleichen Zeit wie der GT4 wurde mit dem 718 GT4 Clubsport eine Version für den Breitensport auf Rennstrecken präsentiert, die jedoch über einen leistungsgesteigerten 3,8-Liter-Motor (mit 425 PS) aus dem Vorgängermodell verfügt.

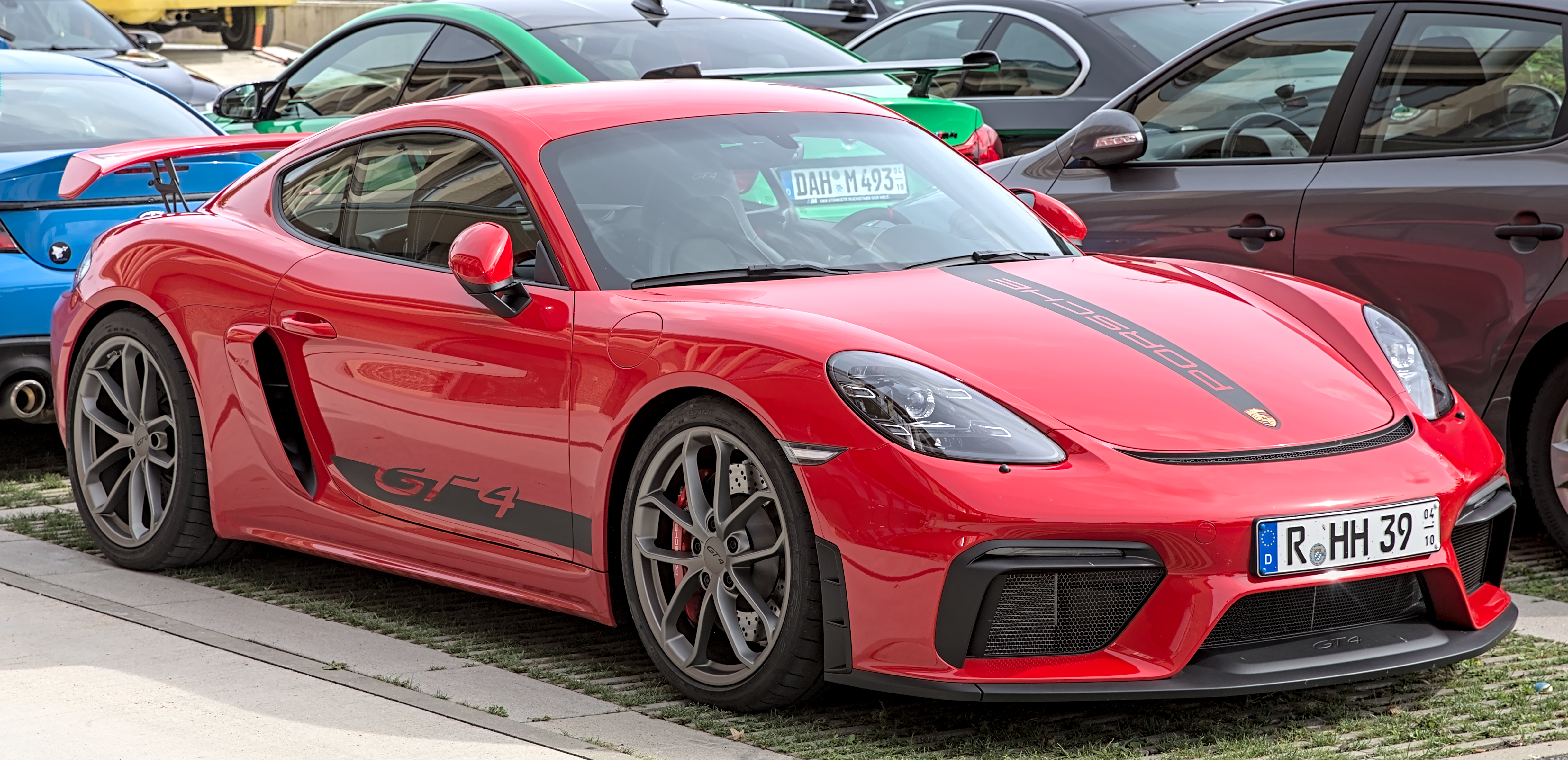
718 GT4 (Frontansicht)
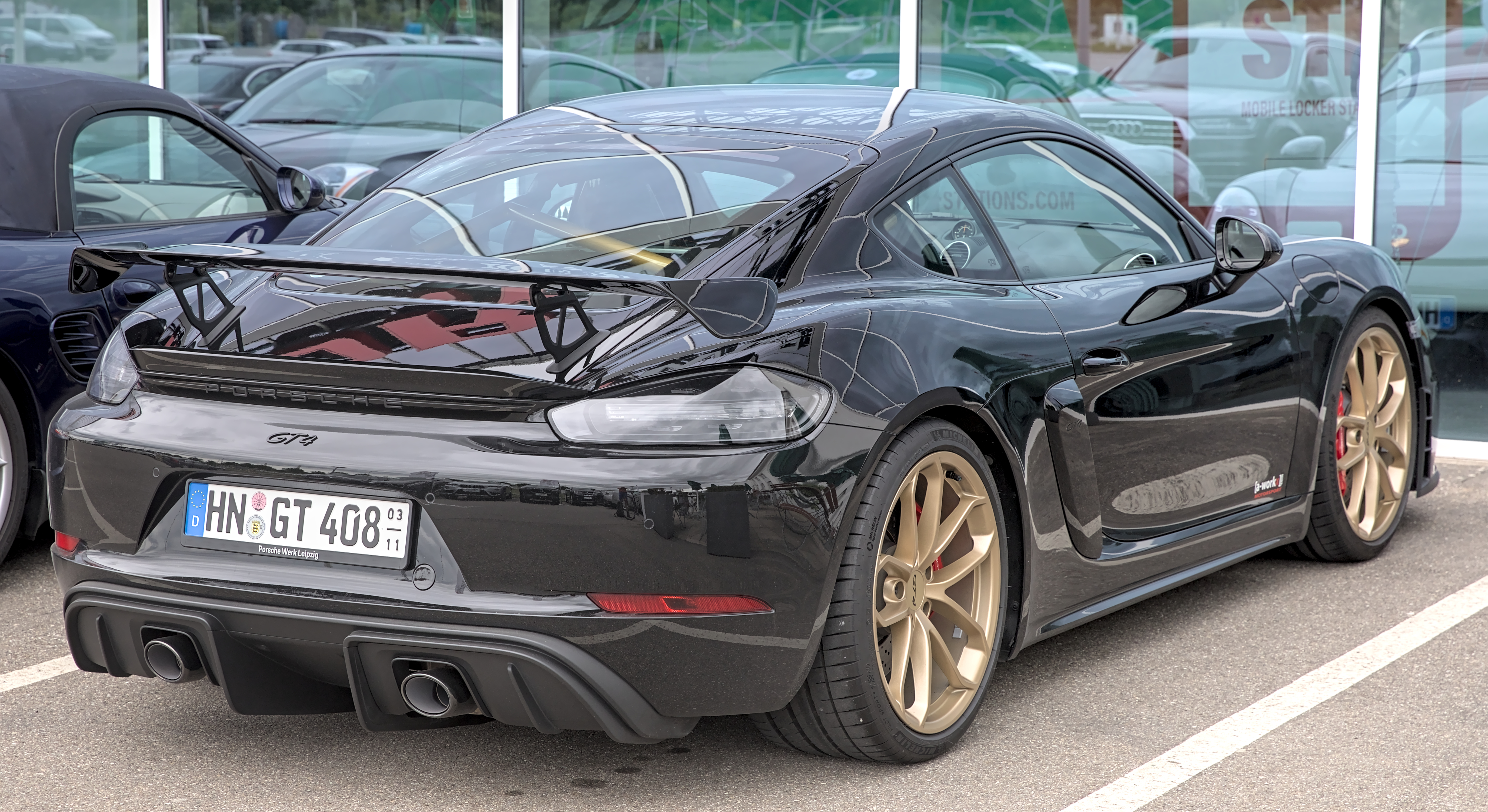
718 GT4 (Heckansicht)
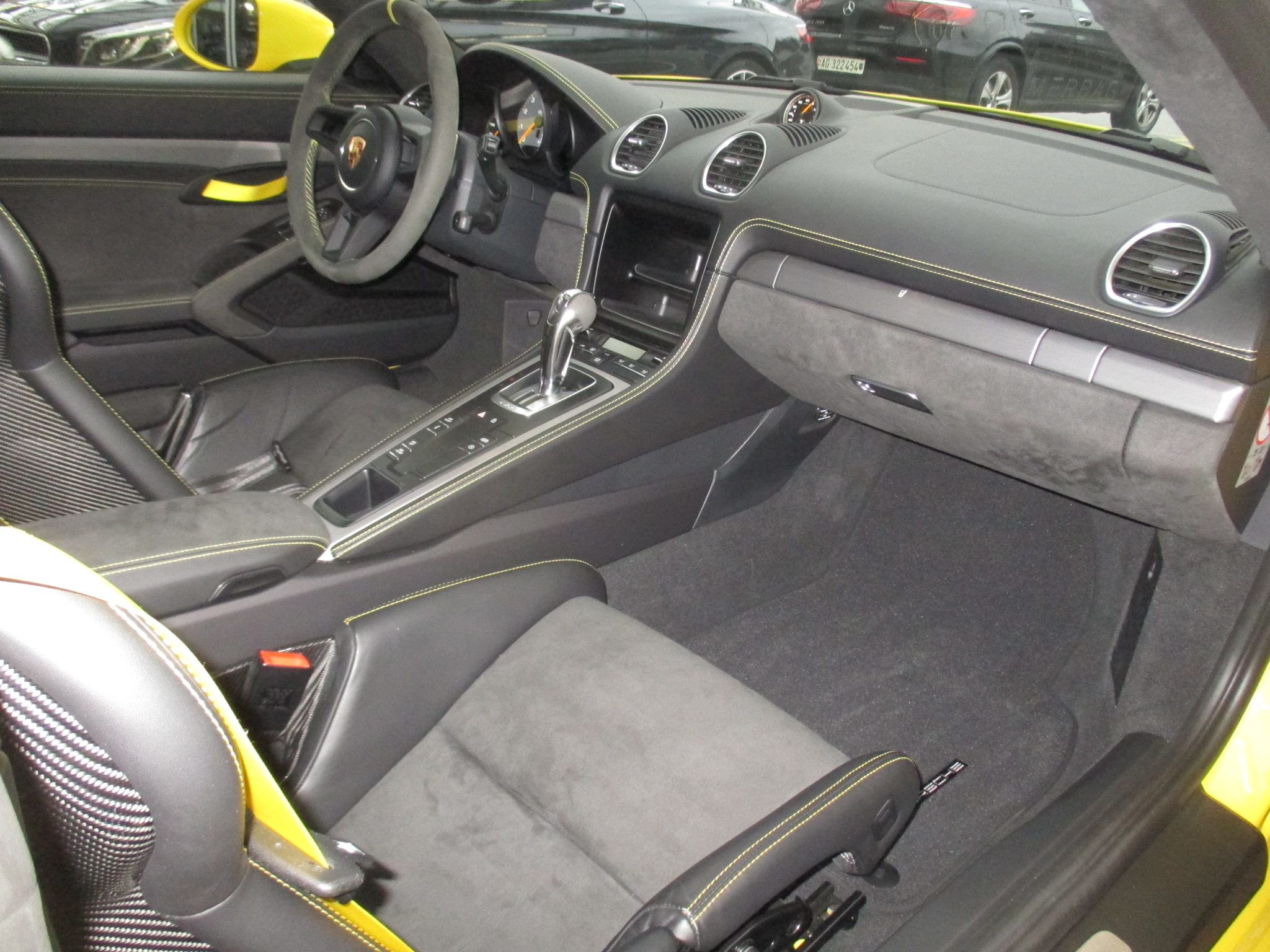
718 GT4 (Innenraum)
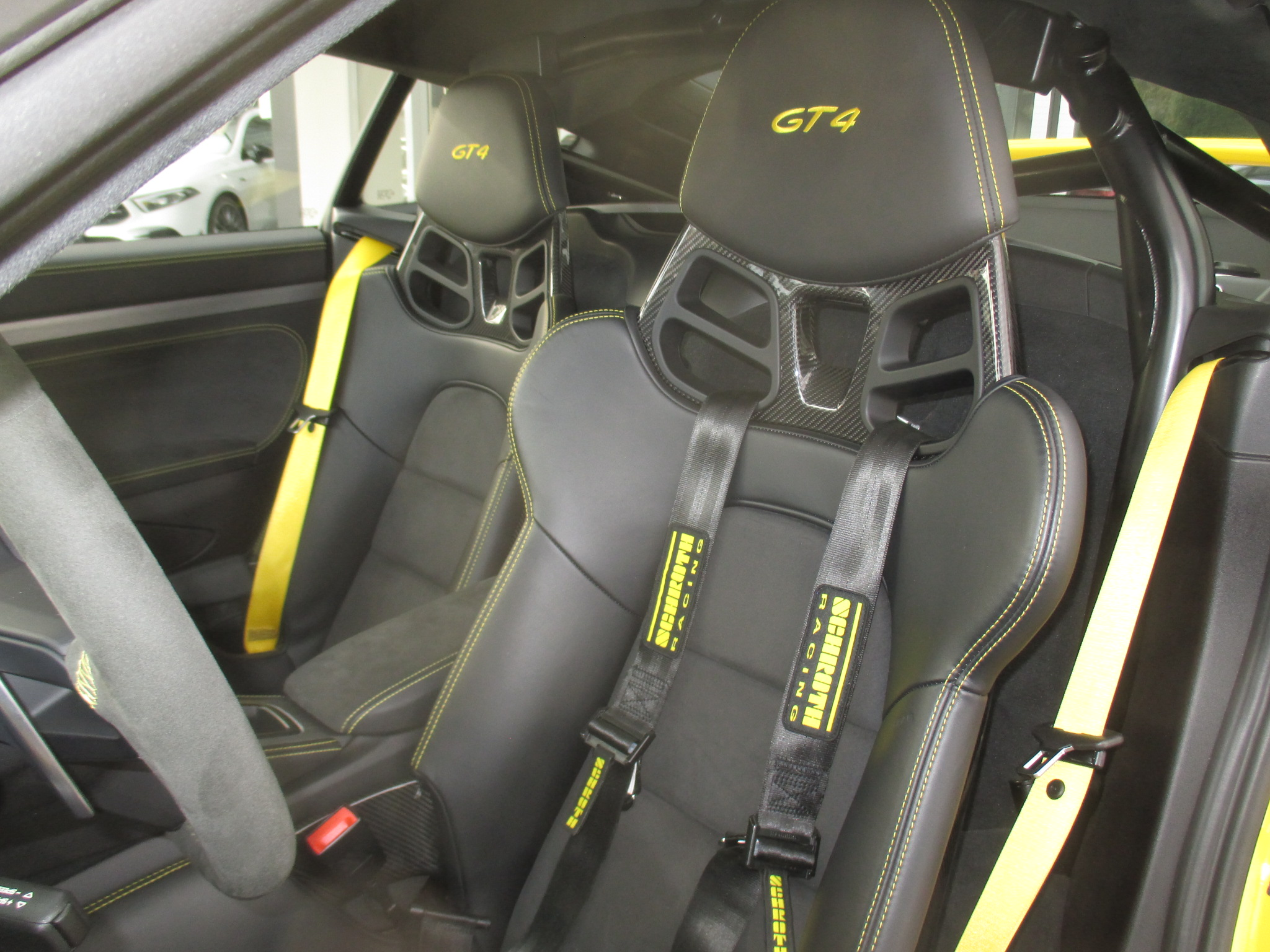
718 GT4 (Innenraum)
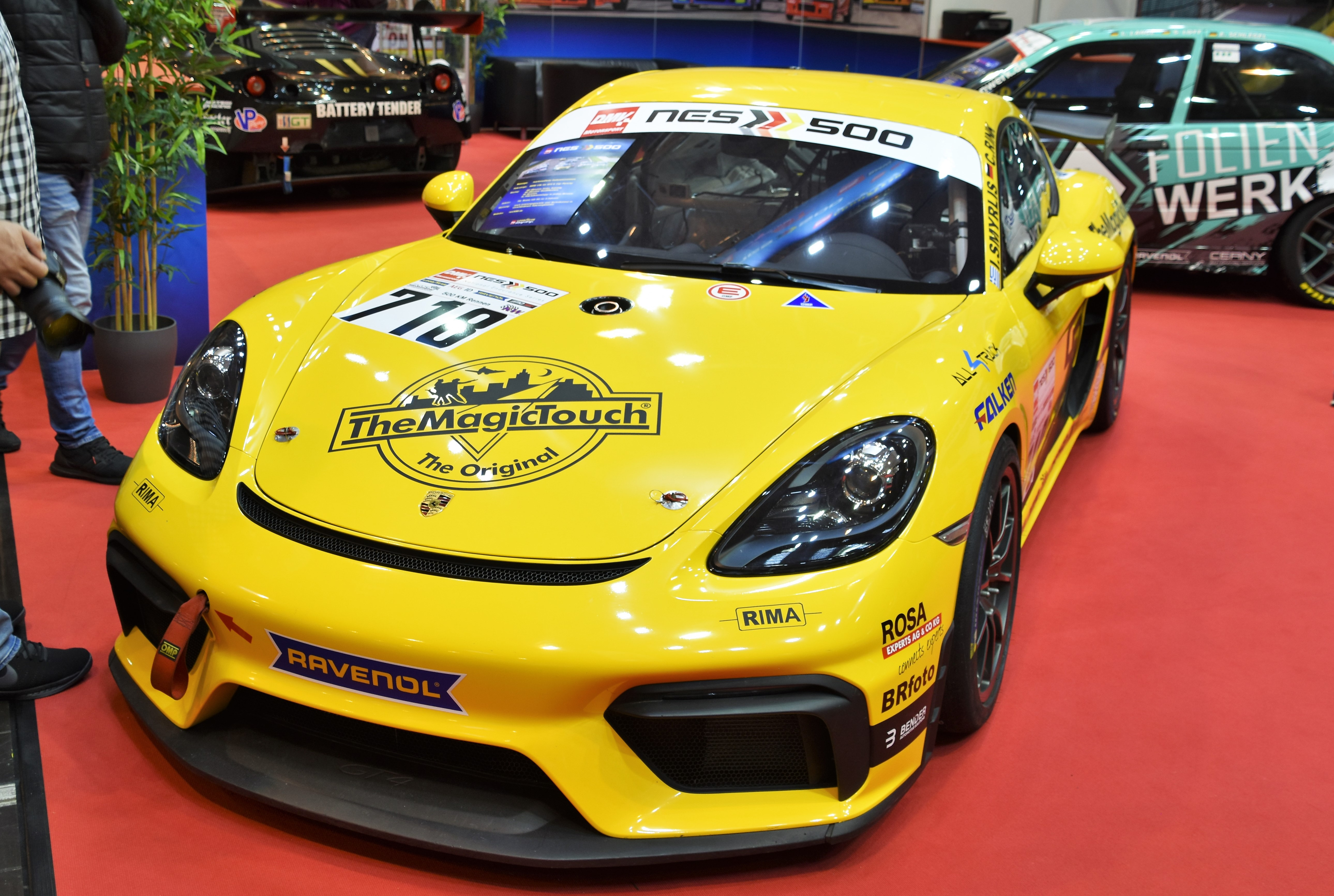
718 GT4 Clubsport (Frontansicht)

### 718 GT4 RS und 718 GT4 RS Clubsport
Auf Basis des GT4 wurde am 17. November 2021 im Rahmen der LA Auto Show der RS vorgestellt. Mit dem Motor des 992.1 GT3 und einer maximalen Leistung von 368 kW (500 PS) beschleunigt er in 3,4 Sekunden auf 100 km/h und erreicht eine Höchstgeschwindigkeit von 315 km/h. Der 718 Spyder RS hat den gleichen Antriebsstrang. Auf der Nordschleife des Nürburgrings vermeldete Porsche für den GT4 RS eine Zeit von 7:09,300 Min. (auf der langen 20,832-Kilometer-Variante) bzw. 7:04,511 Min. (auf der kurzen 20,6-Kilometer-Variante). Am Steuer saß der ehemalige Rennfahrer Jörg Bergmeister.
Wie bereits beim GT4, kann man auch zum GT4 RS ein umfassendes Manthey-Paket über die Porsche-Zentren bestellen. Dieses umfasst Aerodynamik- und Bremsenteile sowie ein in Zug- und Druckstufe verstellbares Fahrwerk. So wurde der RS mit dem Manthey-Performance-Paket mit 7:03,121 Min. (auf der langen 20,832-Kilometer-Variante) bzw. 6:58,092 Min. (auf der kurzen 20,6-Kilometer-Variante) der Nordschleife gemessen. Am Steuer saß wiederum Jörg Bergmeister. Damit hält er aktuell den Rekord für Sportwagen (bis 500 PS).
Zur gleichen Zeit wie der RS wurde mit dem 718 GT4 RS Clubsport eine Version für den Breitensport auf Rennstrecken präsentiert.

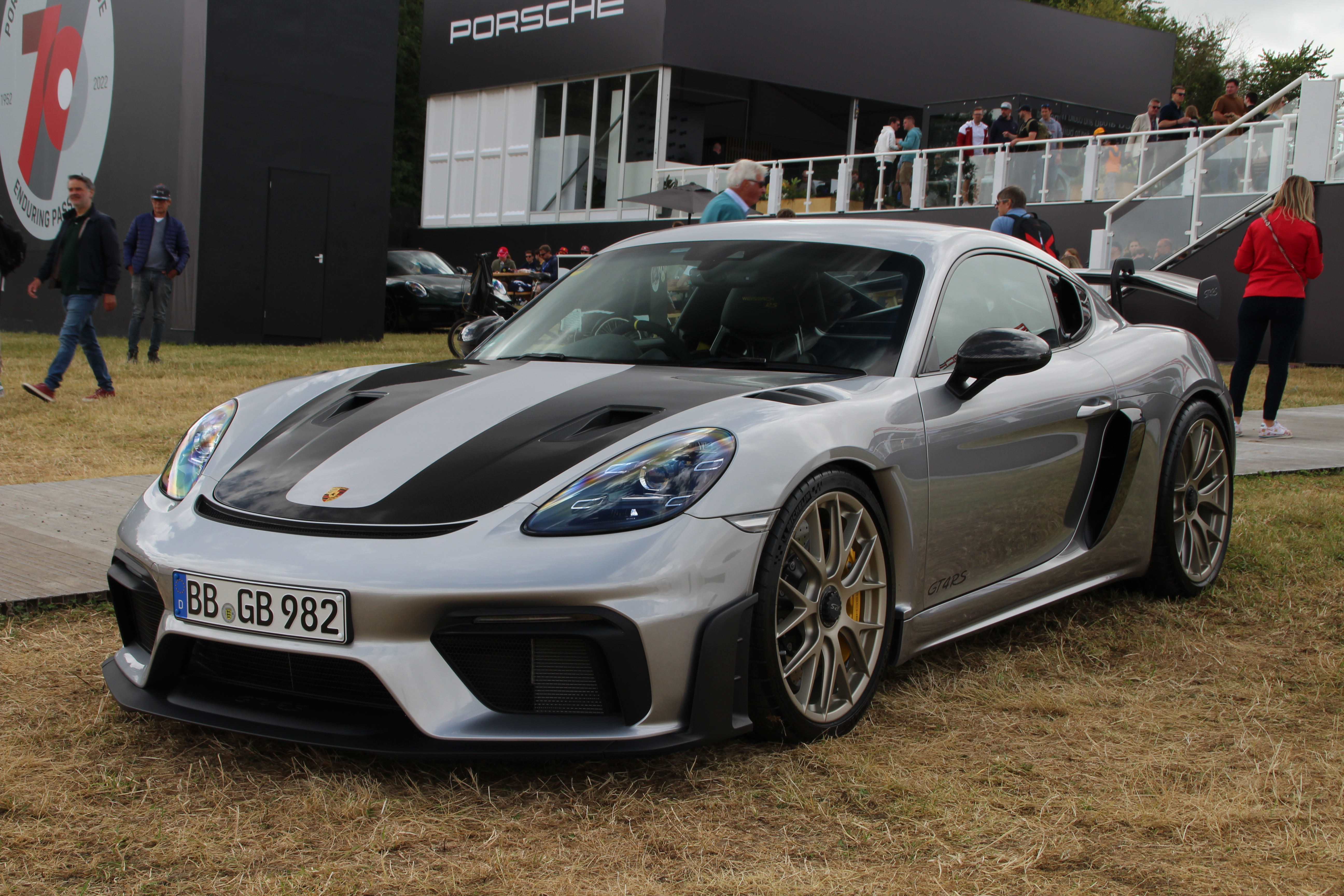
718 GT4 RS (Frontansicht)
718 GT4 RS (Heckansicht)
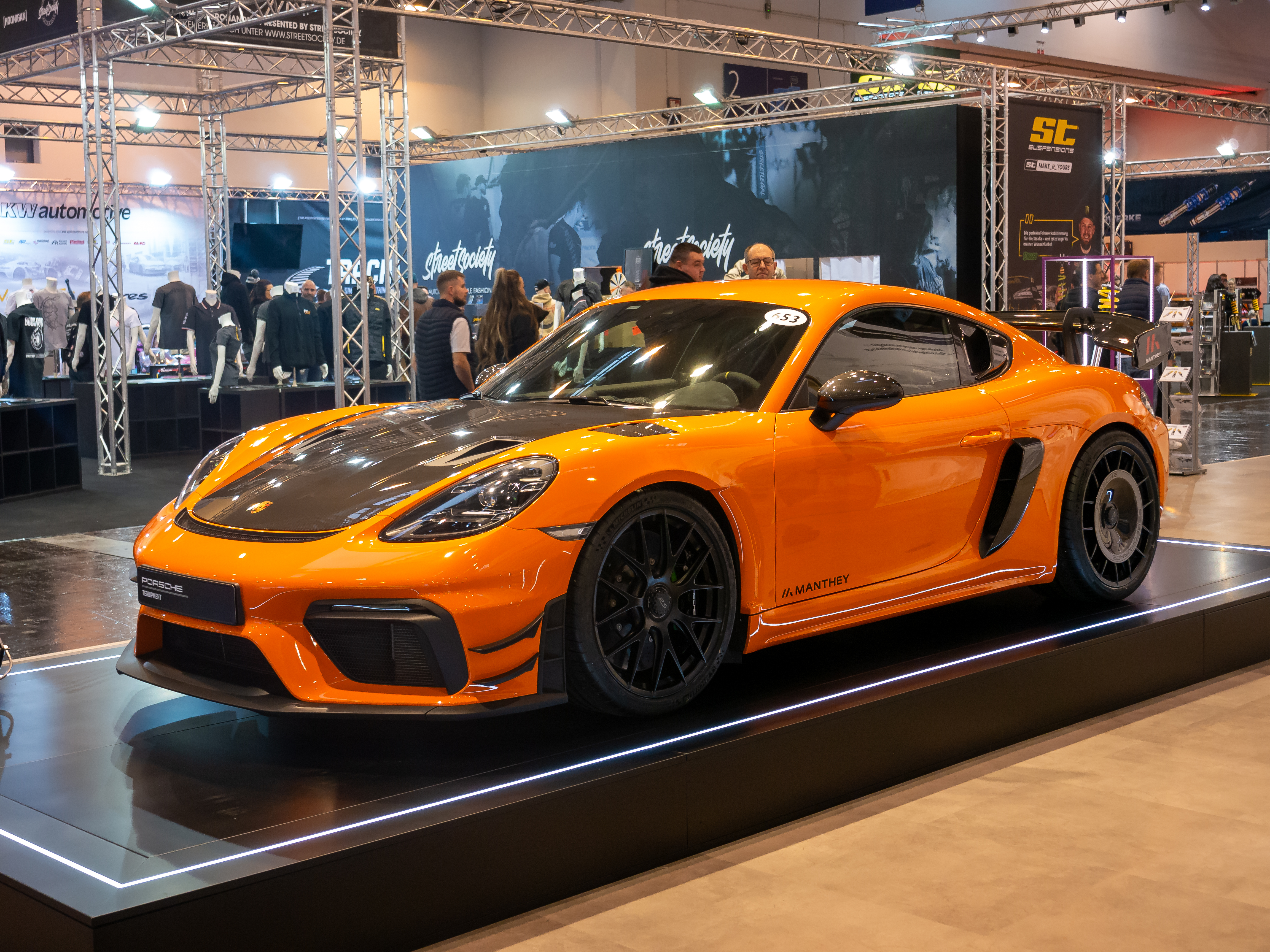
718 GT4 RS mit MR-Paket (Frontansicht)
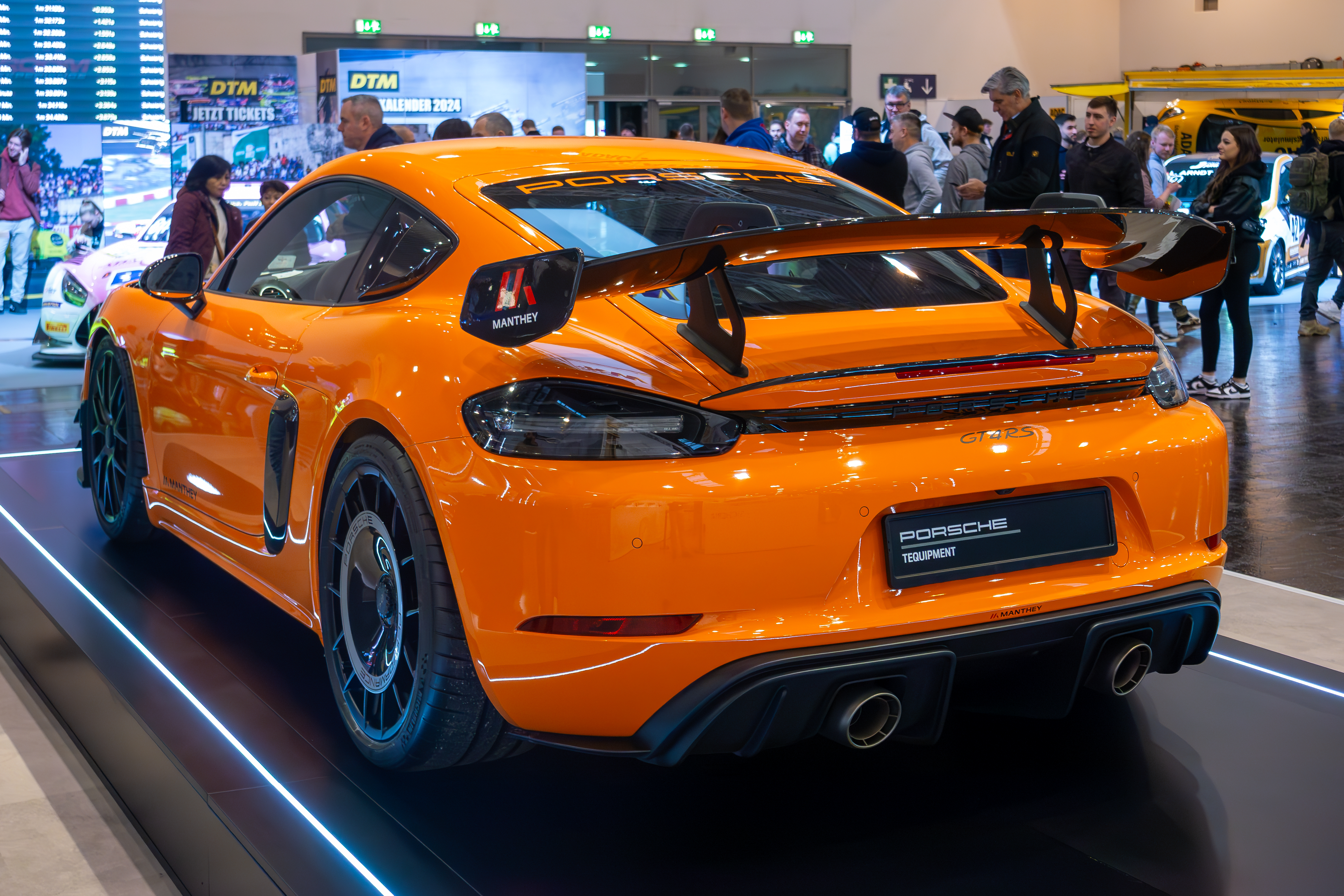
718 GT4 RS mit MR-Paket (Heckansicht)
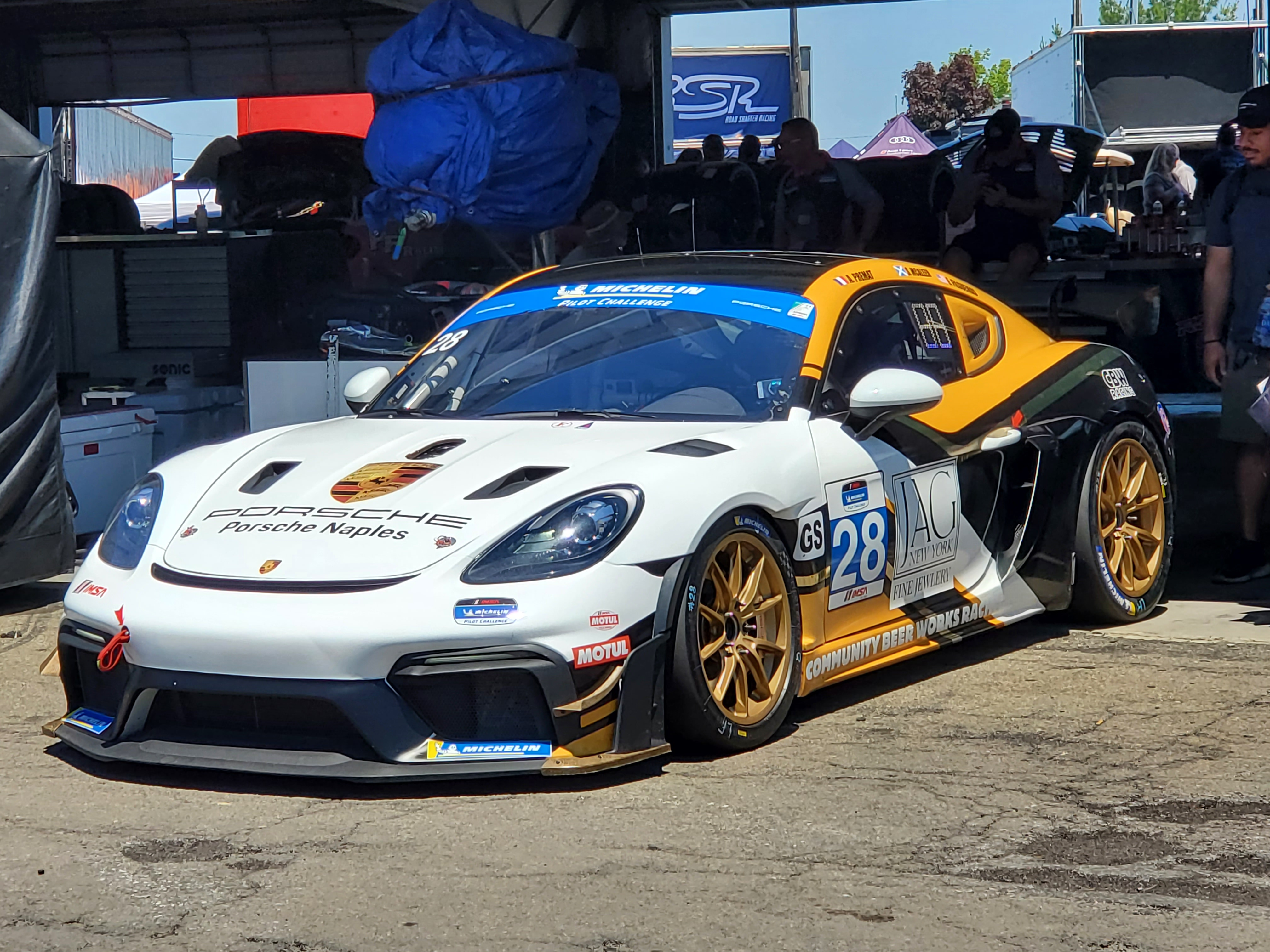
718 GT4 RS Clubsport (Frontansicht)
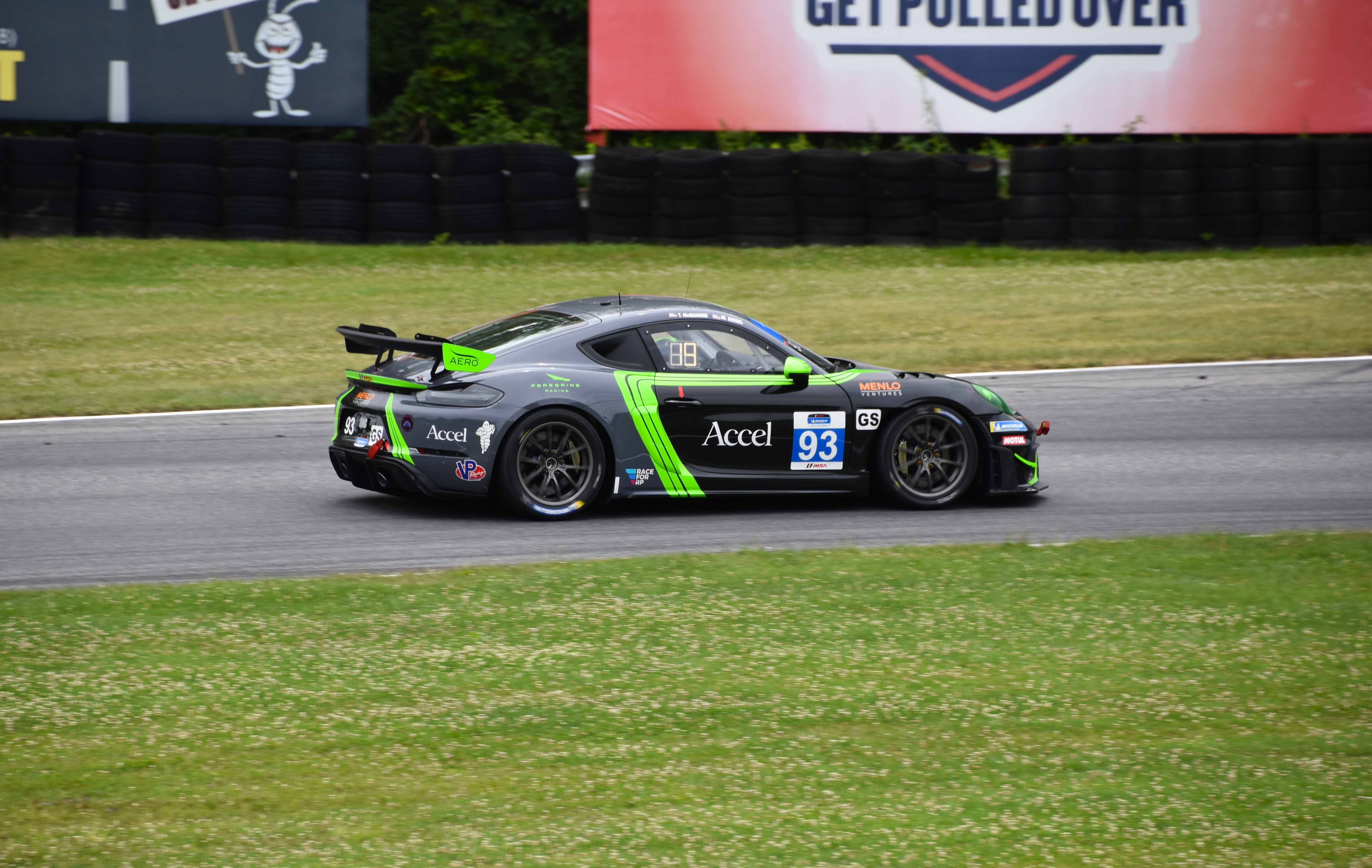
718 GT4 RS Clubsport (Heckansicht)

## Technik
Anstatt eines Sechszylinder-Boxermotors ohne Aufladung wie im Vorgänger Cayman Typ 981c wird der 718 Cayman von einem Vierzylinder-Boxer mit Turbolader angetrieben. Damit bietet Porsche wieder Vierzylinder-Boxermotoren an und ist damit neben Subaru und Lycoming der derzeit einzige Hersteller eines solchen Motorentyps (Stand 2023).

## Technische Daten
|                                           | 718 Cayman                                                          | 718 Cayman                                                          | 718 Cayman                                                          | 718 Cayman T                                                       | 718 Cayman T                                                       | 718 Cayman S                                                       | 718 Cayman S                                                       | 718 Cayman S                                                       | 718 Cayman GTS                                                     | 718 Cayman GTS                                                     | 718 Cayman GTS 4.0                                                     | 718 Cayman GTS 4.0                                                     | 718 GT4                                                              | 718 GT4                                                              | 718 GT4 RS                                                           |
| ----------------------------------------- | ------------------------------------------------------------------- | ------------------------------------------------------------------- | ------------------------------------------------------------------- | ------------------------------------------------------------------ | ------------------------------------------------------------------ | ------------------------------------------------------------------ | ------------------------------------------------------------------ | ------------------------------------------------------------------ | ------------------------------------------------------------------ | ------------------------------------------------------------------ | ---------------------------------------------------------------------- | ---------------------------------------------------------------------- | -------------------------------------------------------------------- | -------------------------------------------------------------------- | -------------------------------------------------------------------- |
| Bauzeitraum:                              | 09/2016–08/2018                                                     | 10/2018–07/2020                                                     | seit 07/2020                                                        | 01/2019–07/2020                                                    | 07/2020–07/2023                                                    | 09/2016–08/2018                                                    | 01/2019–07/2020                                                    | seit 07/2020                                                       | 12/2017–08/2018                                                    | 10/2018–07/2020                                                    | 03/2020–07/2020                                                        | seit 07/2020                                                           | 06/2019–07/2020                                                      | 07/2020–11/2023                                                      | seit 11/2021                                                         |
| Motor:                                    | Vierzylinder-Boxermotor (Viertakt) als Mittelmotor                  | Vierzylinder-Boxermotor (Viertakt) als Mittelmotor                  | Vierzylinder-Boxermotor (Viertakt) als Mittelmotor                  | Vierzylinder-Boxermotor (Viertakt) als Mittelmotor                 | Vierzylinder-Boxermotor (Viertakt) als Mittelmotor                 | Vierzylinder-Boxermotor (Viertakt) als Mittelmotor                 | Vierzylinder-Boxermotor (Viertakt) als Mittelmotor                 | Vierzylinder-Boxermotor (Viertakt) als Mittelmotor                 | Vierzylinder-Boxermotor (Viertakt) als Mittelmotor                 | Vierzylinder-Boxermotor (Viertakt) als Mittelmotor                 | Sechszylinder-Boxermotor (Viertakt) als Mittelmotor                    | Sechszylinder-Boxermotor (Viertakt) als Mittelmotor                    | Sechszylinder-Boxermotor (Viertakt) als Mittelmotor                  | Sechszylinder-Boxermotor (Viertakt) als Mittelmotor                  | Sechszylinder-Boxermotor (Viertakt) als Mittelmotor                  |
| Motoraufladung:                           | Turbolader                                                          | Turbolader                                                          | Turbolader                                                          | Turbolader                                                         | Turbolader                                                         | Turbolader mit variabler Turbinen-Geometrie (VTG)                  | Turbolader mit variabler Turbinen-Geometrie (VTG)                  | Turbolader mit variabler Turbinen-Geometrie (VTG)                  | Turbolader mit variabler Turbinen-Geometrie (VTG)                  | Turbolader mit variabler Turbinen-Geometrie (VTG)                  | —                                                                      | —                                                                      | —                                                                    | —                                                                    | —                                                                    |
| Hubraum:                                  | 1988 cm³                                                            | 1988 cm³                                                            | 1988 cm³                                                            | 1988 cm³                                                           | 1988 cm³                                                           | 2497 cm³                                                           | 2497 cm³                                                           | 2497 cm³                                                           | 2497 cm³                                                           | 2497 cm³                                                           | 3996 cm³                                                               | 3996 cm³                                                               | 3996 cm³                                                             | 3996 cm³                                                             | 3996 cm³                                                             |
| Leistung bei 1/min:                       | 220 kW (300 PS)/6500                                                | 220 kW (300 PS)/6500                                                | 220 kW (300 PS)/6500                                                | 220 kW (300 PS)/6500                                               | 220 kW (300 PS)/6500                                               | 257 kW (350 PS)/6500                                               | 257 kW (350 PS)/6500                                               | 257 kW (350 PS)/6500                                               | 269 kW (365 PS)/6500                                               | 269 kW (365 PS)/6500                                               | 294 kW (400 PS)/7000                                                   | 294 kW (400 PS)/7000                                                   | 309 kW (420 PS)/7600                                                 | 309 kW (420 PS)/7600                                                 | 368 kW (500 PS)/8400                                                 |
| Max. Drehmoment bei 1/min:                | 380 Nm/ 1950–4500                                                   | 380 Nm/ 2150–4500                                                   | 380 Nm/ 2150–4500                                                   | 380 Nm/ 2150–4500                                                  | 380 Nm/ 2150–4500                                                  | 420 Nm/ 1900–4500                                                  | 420 Nm/ 2100–4500                                                  | 420 Nm/ 2100–4500                                                  | 420 Nm/ 1900–5500 PDK: 430 Nm/ 1900–5000                           | 420 Nm/ 2100–5500 PDK: 430 Nm/ 2100–5000                           | 420 Nm/ 5000–6500 PDK: 430 Nm/ 5500                                    | 420 Nm/ 5000–6500 PDK: 430 Nm/ 5500                                    | 420 Nm/ 5000–6800 PDK: 430 Nm/ 5500                                  | 420 Nm/ 5000–6800 PDK: 430 Nm/ 5500                                  | 450 Nm/ 6750                                                         |
| Verdichtung:                              | 9,5 : 1                                                             | 9,5 : 1                                                             | 9,5 : 1                                                             | 9,5 : 1                                                            | 9,5 : 1                                                            | 9,5 : 1                                                            | 9,5 : 1                                                            | 9,5 : 1                                                            | 9,5 : 1                                                            | 9,5 : 1                                                            | 12,5 : 1                                                               | 12,5 : 1                                                               | 12,5 : 1                                                             | 12,5 : 1                                                             | 12,5 : 1                                                             |
| Getriebe:                                 | 6-Gang-Schaltgetriebe                                               | 6-Gang-Schaltgetriebe                                               | 6-Gang-Schaltgetriebe                                               | 6-Gang-Schaltgetriebe                                              | 6-Gang-Schaltgetriebe                                              | 6-Gang-Schaltgetriebe                                              | 6-Gang-Schaltgetriebe                                              | 6-Gang-Schaltgetriebe                                              | 6-Gang-Schaltgetriebe                                              | 6-Gang-Schaltgetriebe                                              | 6-Gang-Schaltgetriebe                                                  | 6-Gang-Schaltgetriebe                                                  | 6-Gang-Schaltgetriebe                                                | 6-Gang-Schaltgetriebe                                                | 7-Gang-PDK                                                           |
| Getriebe optional:                        | 7-Gang-PDK                                                          | 7-Gang-PDK                                                          | 7-Gang-PDK                                                          | 7-Gang-PDK                                                         | 7-Gang-PDK                                                         | 7-Gang-PDK                                                         | 7-Gang-PDK                                                         | 7-Gang-PDK                                                         | 7-Gang-PDK                                                         | 7-Gang-PDK                                                         | —                                                                      | 7-Gang-PDK                                                             | —                                                                    | 7-Gang-PDK                                                           | —                                                                    |
| Antrieb:                                  | Hinterradantrieb                                                    | Hinterradantrieb                                                    | Hinterradantrieb                                                    | Hinterradantrieb                                                   | Hinterradantrieb                                                   | Hinterradantrieb                                                   | Hinterradantrieb                                                   | Hinterradantrieb                                                   | Hinterradantrieb                                                   | Hinterradantrieb                                                   | Hinterradantrieb                                                       | Hinterradantrieb                                                       | Hinterradantrieb                                                     | Hinterradantrieb                                                     | Hinterradantrieb                                                     |
| Bremsen:                                  | innenbelüftete Scheibenbremsen, ABS                                 | innenbelüftete Scheibenbremsen, ABS                                 | innenbelüftete Scheibenbremsen, ABS                                 | innenbelüftete Scheibenbremsen, ABS                                | innenbelüftete Scheibenbremsen, ABS                                | innenbelüftete Scheibenbremsen, ABS                                | innenbelüftete Scheibenbremsen, ABS                                | innenbelüftete Scheibenbremsen, ABS                                | innenbelüftete Scheibenbremsen, ABS                                | innenbelüftete Scheibenbremsen, ABS                                | innenbelüftete Scheibenbremsen, ABS                                    | innenbelüftete Scheibenbremsen, ABS                                    | innenbelüftete Scheibenbremsen, ABS                                  | innenbelüftete Scheibenbremsen, ABS                                  | innenbelüftete Scheibenbremsen, ABS                                  |
| Maße L × B × H:                           | 4379 × 1801 × 1295 mm                                               | 4379 × 1801 × 1295 mm                                               | 4379 × 1801 × 1295 mm                                               | 4379 × 1801 × 1276 mm                                              | 4379 × 1801 × 1276 mm                                              | 4379 × 1801 × 1295 mm                                              | 4379 × 1801 × 1295 mm                                              | 4379 × 1801 × 1295 mm                                              | 4393 × 1801 × 1286 mm                                              | 4393 × 1801 × 1286 mm                                              | 4391 × 1801 × 1276 mm                                                  | 4391 × 1801 × 1276 mm                                                  | 4456 × 1801 × 1269 mm                                                | 4456 × 1801 × 1269 mm                                                | 4456 × 1822 × 1267 mm                                                |
| Radstand:                                 | 2475 mm                                                             | 2475 mm                                                             | 2475 mm                                                             | 2475 mm                                                            | 2475 mm                                                            | 2475 mm                                                            | 2475 mm                                                            | 2475 mm                                                            | 2475 mm                                                            | 2475 mm                                                            | 2475 mm                                                                | 2475 mm                                                                | 2484 mm                                                              | 2484 mm                                                              | 2482 mm                                                              |
| Wendekreis:                               | 11,00 m                                                             | 11,00 m                                                             | 11,00 m                                                             | 11,00 m                                                            | 11,00 m                                                            | 11,00 m                                                            | 11,00 m                                                            | 11,00 m                                                            | 11,00 m                                                            | 11,00 m                                                            | 11,00 m                                                                | 11,00 m                                                                | 11,00 m                                                              | 11,00 m                                                              | 11,00 m                                                              |
| Reifen/Felgen:                            | vorn: 235/45 ZR 18 auf 8 J × 18 hinten: 265/45 ZR 18 auf 9,5 J × 18 | vorn: 235/45 ZR 18 auf 8 J × 18 hinten: 265/45 ZR 18 auf 9,5 J × 18 | vorn: 235/45 ZR 18 auf 8 J × 18 hinten: 265/45 ZR 18 auf 9,5 J × 18 | vorn: 235/35 ZR 20 auf 8 J × 20 hinten: 265/35 ZR 20 auf 10 J × 20 | vorn: 235/35 ZR 20 auf 8 J × 20 hinten: 265/35 ZR 20 auf 10 J × 20 | vorn: 235/40 ZR 19 auf 8 J × 19 hinten: 265/40 ZR 19 auf 10 J × 19 | vorn: 235/40 ZR 19 auf 8 J × 19 hinten: 265/40 ZR 19 auf 10 J × 19 | vorn: 235/40 ZR 19 auf 8 J × 19 hinten: 265/40 ZR 19 auf 10 J × 19 | vorn: 235/35 ZR 20 auf 8 J × 20 hinten: 265/35 ZR 20 auf 10 J × 20 | vorn: 235/35 ZR 20 auf 8 J × 20 hinten: 265/35 ZR 20 auf 10 J × 20 | vorn: 235/35 ZR 20 auf 8,5 J × 20 hinten: 265/35 ZR 20 auf 10,5 J × 20 | vorn: 235/35 ZR 20 auf 8,5 J × 20 hinten: 265/35 ZR 20 auf 10,5 J × 20 | vorn: 245/35 ZR 20 auf 8,5 J × 20 hinten: 295/30 ZR 20 auf 11 J × 20 | vorn: 245/35 ZR 20 auf 8,5 J × 20 hinten: 295/30 ZR 20 auf 11 J × 20 | vorn: 245/35 ZR 20 auf 8,5 J × 20 hinten: 295/30 ZR 20 auf 11 J × 20 |
| Leergewicht:                              | 1335 kg (DIN) 1410 kg (EG)                                          | 1365 kg (DIN) 1440 kg (EG)                                          | 1365 kg (DIN) 1440 kg (EG)                                          | 1350 kg (DIN) 1425 kg (EG)                                         | 1380 kg (DIN) 1455 kg (EG)                                         | 1355 kg (DIN) 1430 kg (EG)                                         | 1355 kg (DIN) 1430 kg (EG)                                         | 1355 kg (DIN) 1430 kg (EG)                                         | 1375 kg (DIN) 1450 kg (EG)                                         | 1405 kg (DIN) 1480 kg (EG)                                         | 1405 kg (DIN) 1480 kg (EG)                                             | 1405 kg (DIN) 1480 kg (EG)                                             | 1420 kg (DIN) 1495 kg (EG)                                           | 1420 kg (DIN) 1495 kg (EG)                                           | 1415 kg (DIN) 1490 kg (EG)                                           |
| Höchstgeschwindigkeit:                    | 275 km/h                                                            | 275 km/h                                                            | 275 km/h                                                            | 275 km/h                                                           | 275 km/h                                                           | 285 km/h                                                           | 285 km/h                                                           | 285 km/h                                                           | 290 km/h                                                           | 290 km/h                                                           | 293 km/h                                                               | 293 km/h                                                               | 304 km/h                                                             | 304 km/h                                                             | 315 km/h                                                             |
| Beschleunigung, 0–100 km/h:               | 5,1 s PDK: 4,9–4,7 s                                                | 5,1 s PDK: 4,9–4,7 s                                                | 5,1 s PDK: 4,9–4,7 s                                                | 5,1 s PDK: 4,9–4,7 s                                               | 5,1 s PDK: 4,9–4,7 s                                               | 4,6 s PDK: 4,4–4,2 s                                               | 4,6 s PDK: 4,4–4,2 s                                               | 4,6 s PDK: 4,4–4,2 s                                               | 4,6 s PDK: 4,3–4,1 s                                               | 4,6 s PDK: 4,3–4,1 s                                               | 4,5 s                                                                  | 4,5 s PDK: 4,0 s                                                       | 4,4 s                                                                | 4,4 s PDK: 3,9 s                                                     | 3,4 s                                                                |
| Kraftstoffverbrauch auf 100 km nach NEFZ: | 7,4 l PDK: 6,9 l                                                    | 8,1 l PDK: 7,9 l                                                    | 8,7 l PDK: 8,1 l                                                    | 8,1 l PDK: 7,9 l                                                   | 8,7 l PDK: 8,1 l                                                   | 8,1 l PDK: 7,3 l                                                   | 9,2 l PDK: 8,5 l                                                   | 9,6 l PDK: 8,8 l                                                   | 9,0 l PDK: 8,2 l                                                   | 9,2 l PDK: 8,5 l                                                   | 10,8 l                                                                 | 10,8 l PDK: 9,6 l                                                      | 10,9 l                                                               | 10,9 l PDK: 10,2 l                                                   | 12,3 l                                                               |
| CO2-Emission nach NEFZ:                   | 168 g/km PDK: 158 g/km                                              | 186 g/km PDK: 180 g/km                                              | 199 g/km PDK: 185 g/km                                              | 186 g/km PDK: 180 g/km                                             | 200 g/km PDK: 185 g/km                                             | 184 g/km PDK: 167 g/km                                             | 210 g/km PDK: 193 g/km                                             | 218 g/km PDK: 200 g/km                                             | 205 g/km PDK: 186 g/km                                             | 210 g/km PDK: 194 g/km                                             | 246 g/km                                                               | 246 g/km PDK: 219 g/km                                                 | 249 g/km                                                             | 249 g/km PDK: 232 g/km                                               | 281 g/km                                                             |
| Abgasnorm nach EU-Klassifikation:         | Euro 6                                                              | Euro 6d-TEMP                                                        | Euro 6d                                                             | Euro 6d-TEMP                                                       | Euro 6d                                                            | Euro 6                                                             | Euro 6d-TEMP                                                       | Euro 6d                                                            | Euro 6                                                             | Euro 6d-TEMP                                                       | Euro 6d-TEMP                                                           | Euro 6d                                                                | Euro 6d-TEMP                                                         | Euro 6d                                                              | Euro 6d                                                              |